# Yvonne Gregory
Yvonne Gregory (1889–1970) byla britská společenská fotografka, spisovatelka a fotografka aktů.

## Životopis
Gregory si vzala kolegu fotografa Bertrama Parka v roce 1916. Gregory, Park a Marcus Adams se etablovali jako „tři fotografové“ a založili své kolektivní studio na 43 Dover Street v Mayfair. Jejich studio bylo zpočátku financováno egyptologem Georgem Herbertem, 5. hrabětem z Carnarvonu. Gregory a Park na dílech spolupracovali a Gregory Parkovi také pózovala.
Park a Gregory společně vydali několik knih, včetně The Beauty of the Female Form (Krásy ženské formy) z roku 1935. Kniha vzešla z práce, kterou vytvořili pro první mezinárodní fotografický salon, který se konal v Paříži v roce 1933. Gregory, s Parkem i bez něj, od 30. let 20. století hojně publikovala v knihách a časopisech pro nudisty a naturisty, což je téma podrobně rozebráno v knize Annebelly Pollenové z roku 2021 Nudism in a Cold Climate.

## Vybrané publikace
S Bertramem Parkem
- Living sculpture: A record of expression in the human figure &c. (Živá socha: Záznam výrazu v lidské postavě), Batsford, Londýn, 1926. (Spolu s G. Montaguem Ellwoodem)
- The beauty of the female form (Krása ženské formy), Routledge, Londýn, 1934.
- Sun bathers: A companion volume to "The Beauty Of The Female Form": 48 photographic studies (Sun bathers: Společný svazek k "Krása ženské formy": 48 fotografických studií), Routledge, Londýn, 1935.[6]
- Curves and contrast of the human figure (Křivky a kontrast lidské postavy), Bodley Head, Londýn, 1936.
- Eve in the sunlight (Eva ve slunečním světle), Hutchinson, 1937.
- A Study of sunlight and shadow on the female form for artists and art students (Studie slunečního světla a stínu na ženské formě pro umělce a studenty umění), Bodley Head, Londýn, 1939.

## Galerie

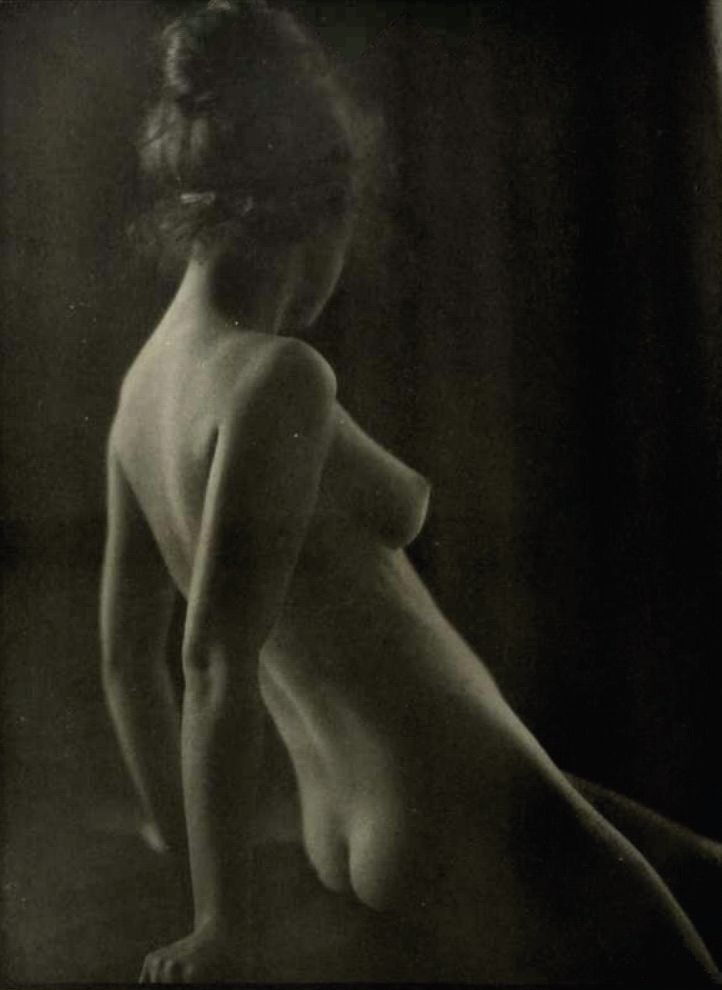
Nude Woman Leaning
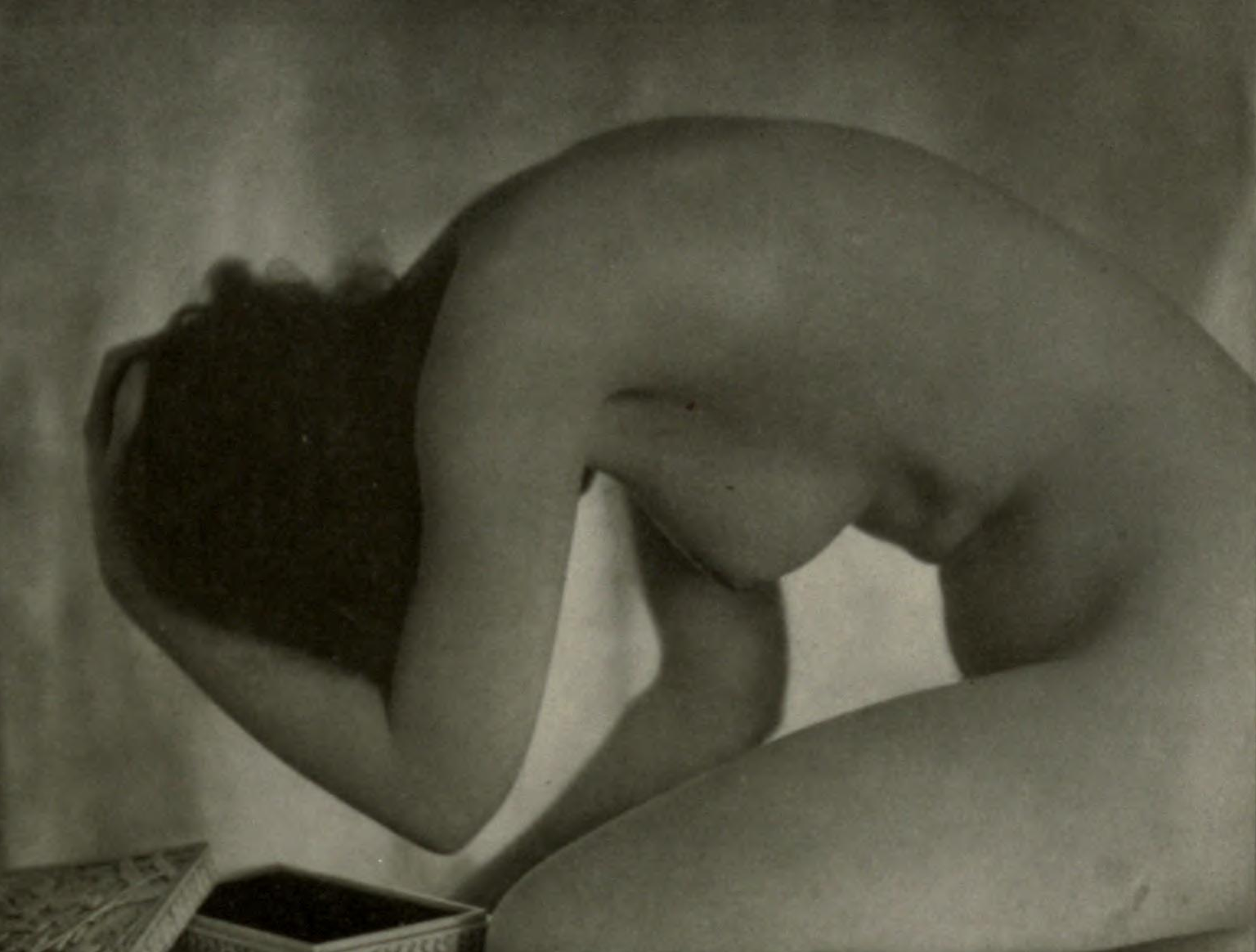
Pandora